# Montes Metaliferi
Los Montes Metaliferi (en rumano: Munţii Metaliferi, en húngaro: Erdélyi-érchegység) son un grupo montañoso de los montes Apuseni que pertenece a la cadena montañosa de los Cárpatos occidentales.
La cordillera es una cordillera volcánica y se extiende en forma de arco en dirección este-oeste, al norte de la ciudad de Deva y al sur de Brad y Câmpeni. La zona es rica en minerales de metales nobles y metales pesados. En su vertiente oriental se practica la horticultura y la viticultura. Con la tala de los hayedos se han creado pastos y prados de siega tanto en los valles como en las zonas altas. 
El pico más alto es el pico Poieniţa, con 1437 m. La cordillera también incluye los Detunatele, un par de picos de basalto que constituyen dos de los picos más hermosos de los Apuseni.
La mina de cobre de Roșia Poieni se halla en el área. 

## Lagos artificiales
Hay varos lagos artificiales en los montes Metaliferi, cinco de ellos próximos a Roșia Montană:
- Lacul Mare (2.5 ha), tiene una profundidad máxima de 5 m y se halla a 930 m de altura. Fue construido en 1908.
- Lacul Țarinii (0.6 ha) tiene una profundidad máxima de 10 m y se halla a 1.000 m de altura. Fue construido en 1900.
- Lacul Anghel (0.6 ha) tiene una profundidad máxima de 4 m y se halla a 850 m de altura, tras una presa de 40 m de longitud.
- Lacul Brazi (0.6 ha) tiene una profundidad máxima de 6 m y se halla a 930 m de altura, tras una presa de 130 m de longitud.
- Lacul Cartuș Lake (0.3 ha) tiene una profundidad máxima de 2 m.

## Límites
Los montes Metaliferi comienzan, al oeste, en el corredor Căpruța-Slatina de Mureș-Gurahonț y terminan, al este, en el valle del río Ampoi (desde Alba Iulia hasta Zlatna), después de lo cual ingresan al norte en las cuencas superiores de los valles de los ríos Ampoița, Galda y Stremț, entrando en contacto con las montañas de Trascău en una línea que comienza aproximadamente en Zlatna y continúa desde Întregalde hasta Sălciua de Jos, donde encuentra el río Arieș. En el norte, el límite alcanza la Depresión de Brad (río Crișul Alb), pasando por el paso de Buceș (Vâlcan, 725 m) y continúa por los valles del río Abrud y del Arieș. Por el sur los montes están limitados por el corredor del Mureș, entre Căpruța y Alba Iulia.

## Turismo
- El paso Buceș entre las ciudades de Abrud y Brad.
- La reserva natural Calcarele de la Valea Mică en el arroyo Valea Mică, afluente del Ampoi y el macizo calcáreo de Piatra Bulbuci[3] (78 m).
- Las columnas de basalto[4] de los picos Detunata Goală (1169 m) y Detunata Flocoasă (1258 m) en las cercanías de Bucium, así como las 300 hectáreas de las prados de narcisos de Negrileasa bajo el pico Gipfel (1364 m).

## Galería de imágenes

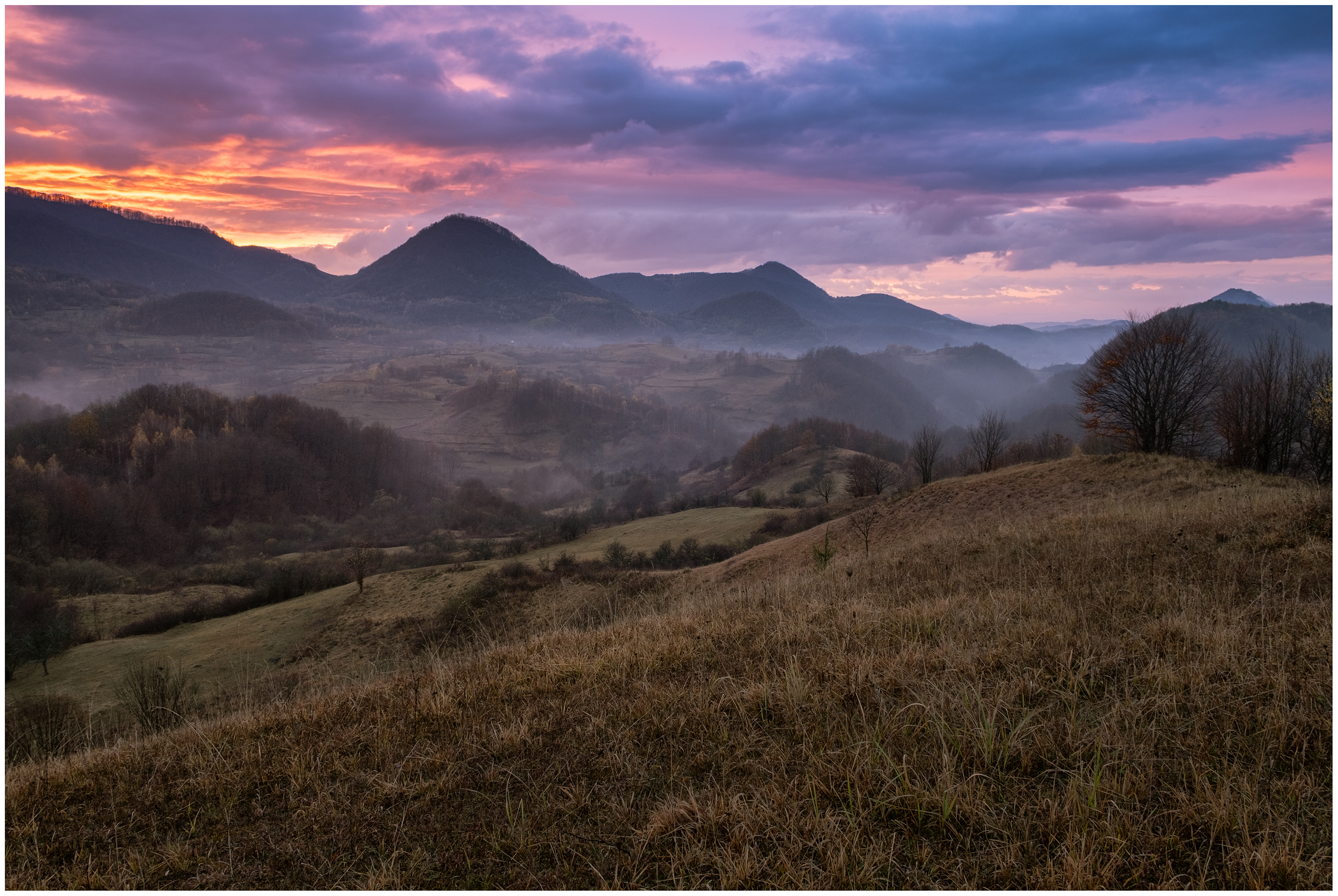
Atardecer en los montes Metaliferi.
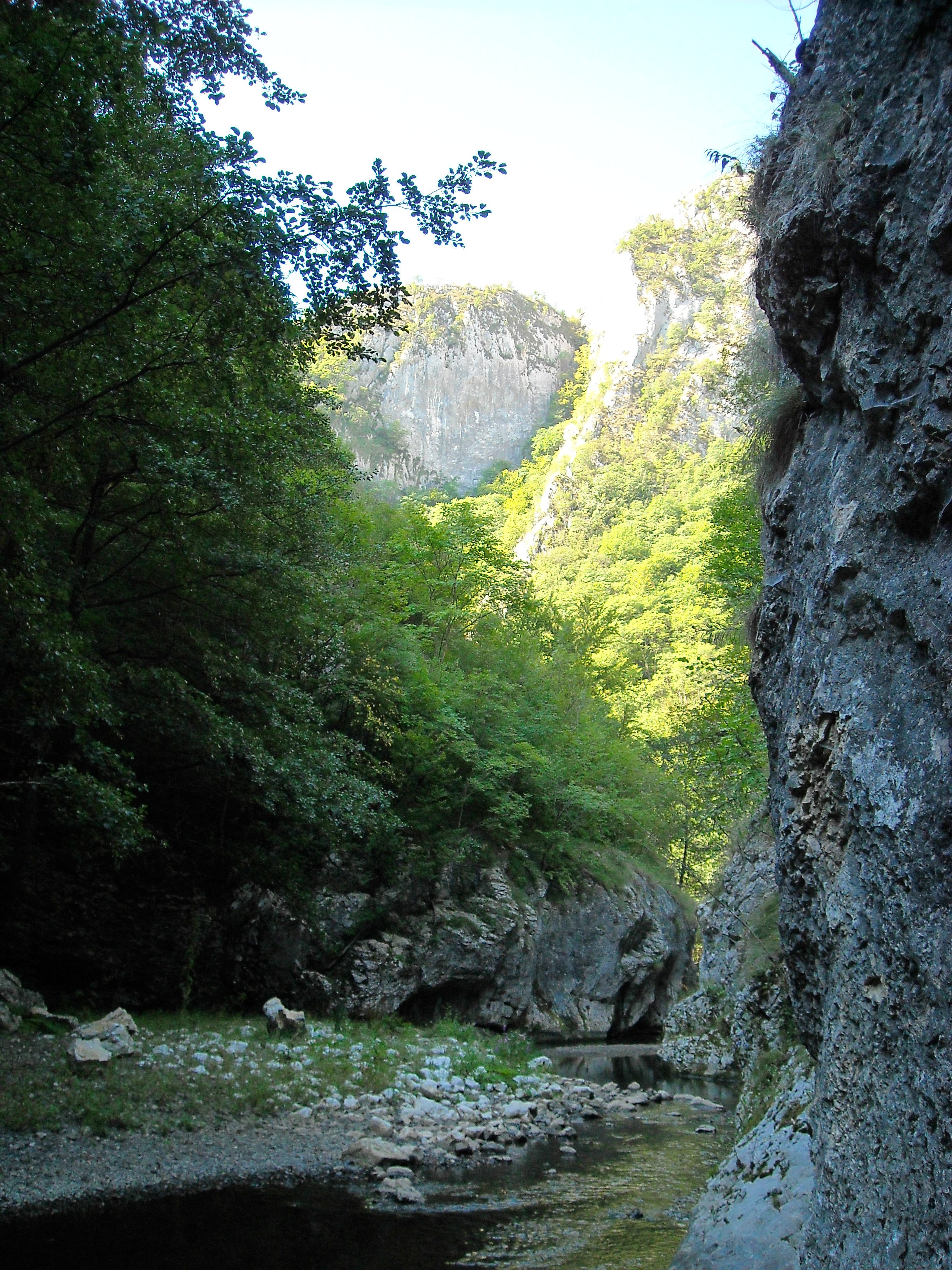
Garganta de Mada en los montes Metaliferi.
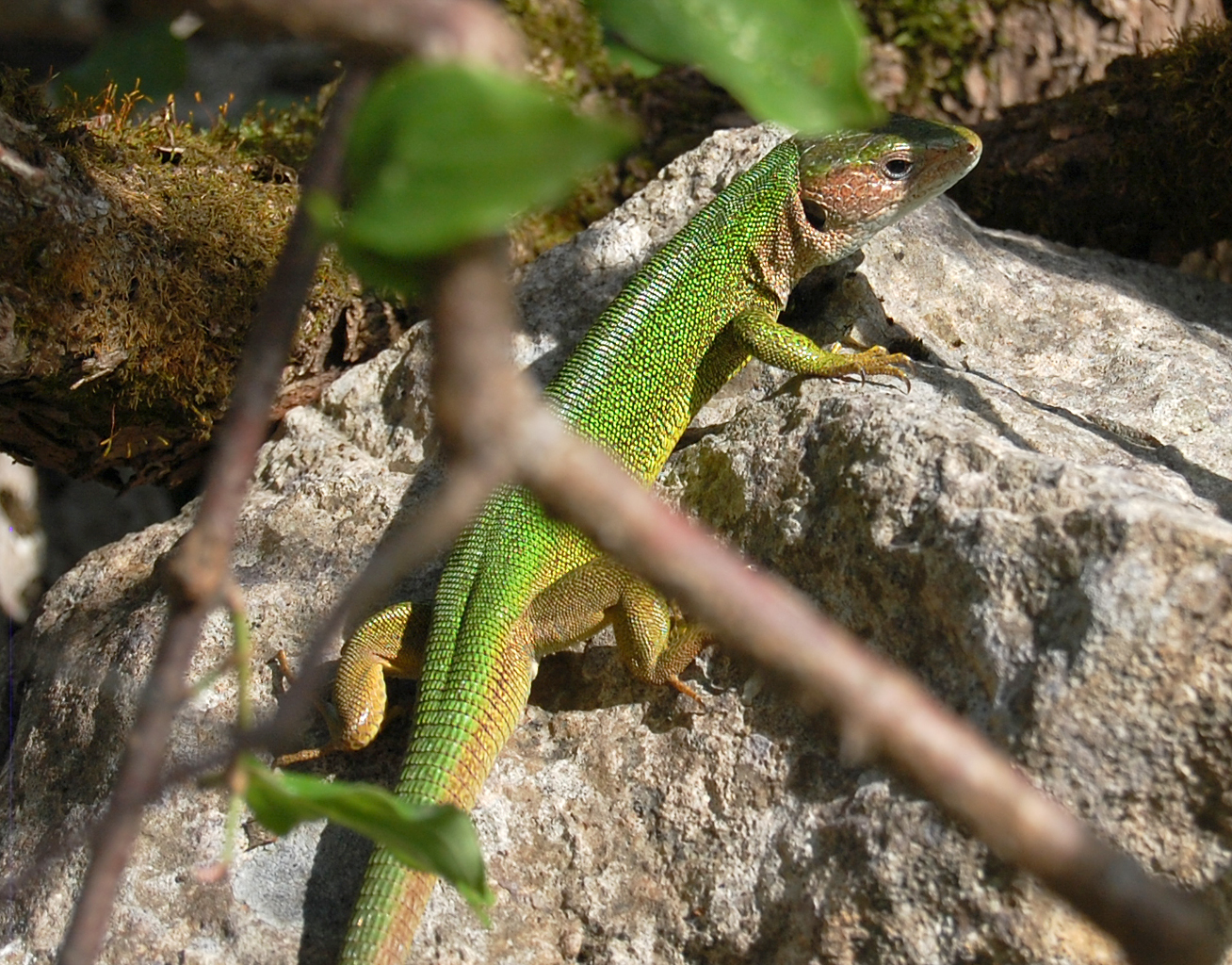
Lacerta bilineata en el pico Pleșa Mare.
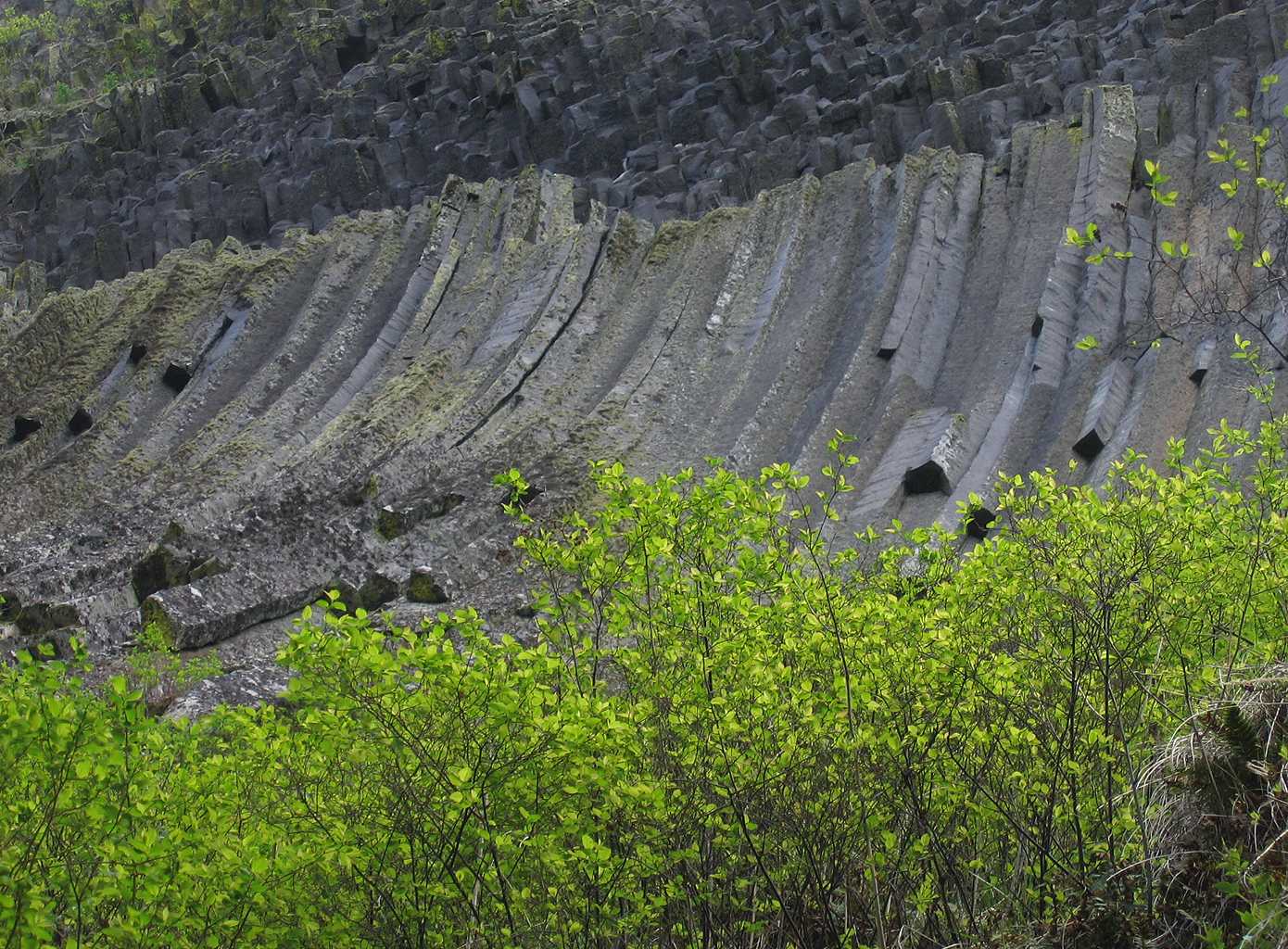
Columnas de basalto en el pico Detunata Goală.